# Costantino Palumbo
Costantino Palumbo (Torre Annunziata, 30 novembre 1843 – Napoli, 16 gennaio 1928) è stato un pianista e compositore italiano.

## Biografia
Figlio di Aniello e Colomba Pagano, fu un bambino prodigio esibendosi in pubblico a Castellammare di Stabia a soli dieci anni.

Iscrittosi al Conservatorio di San Pietro a Majella nel 1854, ebbe come maestri di pianoforte Francesco Lanza e Michelangelo Russo, mentre con Saverio Mercadante studiò composizione.

Eccellente pianista, con mani piccole ed agilissime, la cui specialità era rappresentata dalla doppia terza, fu tra i primi ad eseguire Mozart. Nel 1864 iniziò la carriera concertistica, esibendosi a Milano, Bologna e Padova.

Verso la fine del 1866 visse a Parigi, dove si esibì in due concerti all'esposizione universale del 1867. Durante il soggiorno parigino ebbe modo di frequentare Gioachino Rossini, conoscendo inoltre Henri Herz  e Francis Planté.

Dopo alcune esibizioni a Londra, ritornò a Milano nel 1868 dove tenne un concerto al conservatorio ed uno alla Società del quartetto, rivelandosi come uno dei più promettenti pianisti italiani.

Rientrato a Napoli suonò con Sigismond Thalberg, maestro di Beniamino Cesi, che, diventato collaboratore di Palumbo, ebbero ad esibirsi in numerosi concerti a partire dal 1870.

Nel 1873 ottenne la cattedra di pianoforte al Conservatorio di Napoli dove negli anni a venire ebbe tra i suoi allievi Federico Bufaletti, Oscar Palermi, Mario Vitali, Vittorio Pepe, Alessandro Vessella, Emilia Gubitosi.

Con Maria Stuart esordì al Teatro San Carlo il 23 aprile 1876, con un dramma lirico in quattro atti, con libretto di Enrico Golisciani, che, nonostante un discreto successo, Palumbo replicò per sole tre volte. Nel mese di maggio si recò a Firenze per le celebrazioni di Bartolomeo Cristofori.

Nel 1877 iniziò a scrivere il dramma lirico Pier Luigi Farnese insieme ad Arrigo Boito, che vide la luce solo nel 1891, quando, pronta per la rappresentazione presso il Teatro Costanzi di Roma, per motivi mai chiariti non andò mai in scena.

Continuata l’attività concertistica quasi esclusivamente a Napoli, nel 1878 fondò un proprio circolo, prettamente usato per gli esordi dei suoi allievi, rimanendo attivo fino al 1890, dopodiché cominciò a diradare le esibizioni pubbliche.

Lasciato l'insegnamento al Conservatorio nel 1896, si ritirò a vita privata nella sua villa di Posillipo, rimanendo attivo come compositore. Morì il 16 gennaio 1928.

## Opere
- Valzer melodico per pianoforte Op. 4 (1864)[4]
- Tarantella per pianoforte Op. 7 (1864)[4]
- Due Romanze senza parole per pianoforte Op. 3 : N.1 (1865)[4]
- Due Romanze senza parole per pianoforte Op. 3 : N.2 (1865)[4]
- Fantasia di Concerto per pianoforte sulla Traviata Op. 5 (1865)[4]
- Le Fate. Capriccio per pianoforte Op. 6 (1865)[4]
- Danza delle Amazzoni Op. 19 (1865)[2]
- Toccata Op. 21 (1865)[2]
- Fantasia per pianoforte sopra motivi popolari napolitani Op. 1 (1869)[4]
- Sonata Op. 24 (rimasta manoscritta)[2]
- Regata per pianoforte Op. 29 (1870)[4]
- Addio per pianoforte Op. 33 (1871)[4]
- Due Valzer per pianoforte Op. 34 (1871)[5]
- Notturno in Mi maggiore per pianoforte Op. 35 (1871)[5]
- Andante e Polka di Concerto per pianoforte Op. 45 (1871)[6]
- Danza di Gisla. Capriccio per pianoforte Op. 36 (1872)[5]
- Notturno per pianoforte Op. 37 (1872)[5]
- Notturno per pianoforte Op. 38 (1872)[5]
- 1ª Fantasia per pianoforte sull'Aida di Verdi Op. 46 (1872)[6]
- 2ª Fantasia per pianoforte sull'Aida di Verdi Op. 47 (1872)[6]
- Tre Pensieri per pianoforte 1º Corale. 2º Agitato. 3º Baccanale Op. 39 (1872)[5]
- Andante per pianoforte Op. 40 (1873)[5]
- Elegia per pianoforte Op. 41 (1873)[5]
- Dolce colloquio per pianoforte Op. 42 (1873)[5]
- Barzelletta per pianoforte Op. 43 (1873)[6]
- Preludi e fughe Op. 49-51 (1873)[2]
- Fiorellino. Piccolo Capriccio per pianoforte Op. 44 (1874)[6]
- Maria Stuart (dramma lirico in tre atti di Enrico Golisciani) (1874)
- Seconda fuga a due parti, Op. 28 N.1 (partitura) (1875)[7]
- Pier Luigi Farnese (dramma lirico in quattro atti di Arrigo Boito, non rappresentata) (1891)
- Dante (sonata-fantasia) (1892)[2]
- Rama (1900)[2]
- Suite romantica (1915)[2]
- Mater dolorosa (rimasto manoscritto) (1915)[2]
- Veglie d’un solitario (partitura) (1919)[2][7]